# Cervera de Pisuerga
Cervera de Pisuerga település Spanyolországban, Palencia tartományban. Cervera de Pisuerga La Pernía, Polentinos, Brañosera, San Cebrián de Mudá, Mudá, Salinas de Pisuerga, Aguilar de Campoo, Olmos de Ojeda, Dehesa de Montejo, Castrejón de la Peña, Triollo, Velilla del Río Carrión, Boca de Huérgano és Vega de Liébana községekkel határos. Lakosainak száma 2284 fő (2024).

## Népesség
A település népessége az elmúlt években az alábbi módon változott:
| Lakosok száma | 2684 | 2679 | 2625 | 2566 | 2572 | 2461 | 2359 | 2333 | 2256 | 2284 |
|               | 2001 | 2004 | 2007 | 2009 | 2012 | 2014 | 2017 | 2019 | 2022 | 2024 |